# Vincetoxicum linifolium
Vincetoxicum linifolium är en oleanderväxtart som beskrevs av Isaac Bayley Balfour. Vincetoxicum linifolium ingår i släktet tulkörter, och familjen oleanderväxter. Inga underarter finns listade i Catalogue of Life.